# Vicia hyaeniscyamus
Vicia hyaeniscyamus är en ärtväxtart som beskrevs av Paul Mouterde. Vicia hyaeniscyamus ingår i släktet vickrar, och familjen ärtväxter. Inga underarter finns listade i Catalogue of Life.